# Glochidion myrianthum
Glochidion myrianthum là một loài thực vật có hoa trong họ Diệp hạ châu. Loài này được (Müll.Arg.) Pax & K.Hoffm. mô tả khoa học đầu tiên năm 1931.